# Dehesa de Trabanquina
La Dehesa de Trabanquina se emplaza en el municipio de Moralina (provincia de Zamora, España). Ocupa una superficie de unas 560 hectáreas al noroeste del casco urbano del municipio. La principal referencia de la existencia de esta dehesa se observa en el Catastro del Marqués de la Ensenada de 1749, en el cual aparecen esta dehesa junto a otras 54 en la comarca de Sayago. 
Posteriormente perteneció a la familia Almendral, siendo vendida en  1922 por el  Doctor Bernardo  Almendral Gallego ( Abelón de sayago, Julio 1847-  diciembre 1922) por 625.000 pesetas al pueblo de Moralina
Como gran parte del resto de dehesas de la zona, fue adquirida por los municipios más cercanos a ella a principios del siglo XX. En este caso, Moralina la compró íntegramente, transformando de esta forma el método de explotación hacia el minifundio, característica actual del panorama agrario de la comarca.
1. ↑  Medidos mediante el visor virtual SigPac de la Junta de Castilla y León siguiendo los límites habitualmente reconocidos por los lugareños

- Datos: Q6421498